# العلاقات الإسرائيلية النيجيرية
العلاقات الإسرائيلية النيجيرية هي العلاقات الخارجية بين إسرائيل ونيجيريا.

## العلاقات العسكرية
كشفت صحيفة إسرائيلية أن شركة «يافنيه» المتخصصة في صناعة الطائرات بدون طيار وأجهزتها المتطورة تمكنت من إبرام أكبر صفقة بين شركة إسرائيلية ودولة إفريقية في تاريخ إسرائيل، بعدما تعاقدت مؤخرًا على بيع أنظمة طائرات بدون طيار ضمن صفقة سلاح مع نيجيريا.
وقالت صحيفة «هاآرتس» الإسرائيلية الإثنين 1-5-2006: إن شركة «يافنيه» تعتمد في صفقاتها على السرية التامة والبُعد عن أجهزة الإعلام قدر الإمكان، وهو ما أدى لنجاح الصفقة الأخيرة مع أبوجا والتي أبرمت في مارس الماضي.
وبموجب الصفقة تقوم الشركة الإسرائيلية بصناعة وتركيب 3 أنظمة استخبارات للطائرة بدون طيار المعروفة باسم «أيروزتار»، بالإضافة إلى 3 أنظمة للطراز «سيستار».
ويضم نظام «أيروزتار» بين 3 و6 طائرات صغيرة بدون طيار يتم تزويد كل واحدة منها بأجهزة استشعار عن بُعد وآلات تصوير قادرة على التقاط صور دقيقة في الليل والنهار على السواء، كما يمكن لهذا النوع من الطائرات بدون طيار البقاء في الجو لمدة 14 ساعة متواصلة.
وسيتم استخدام أنظمة «سيستار» من قبل البحرية النيجيرية في منطقة دلتا النيجر، وهي أغنى مناطق النفط النيجيرية والتي شهدت في الشهور الأخيرة الماضية معارك بين ميليشيات مُسلحة ضد الحكومة الاتحادية النيجيرية.
كما تتضمن الصفقة وهي الأكبر في تاريخ صفقات السلاح بين شركة إسرائيلية ودولة إفريقية -بحسب هاآرتس- شراء نيجيريا 15 طائرة حربية إسرائيلية أخرى وتدريب طيارين نيجيريين وإعدادهم بقيمة إجمالية تصل إلى ربع مليار دولار.
وترى الصحيفة الإسرائيلية أن الهدف من وراء تلك الصفقة هو حماية منطقة غرب إفريقيا بأحدث القدرات العسكرية؛ نظرًا لأهميتها من الناحية الإستراتيجية؛ بسبب توسع نشاط شركات النفط الفرنسية والبريطانية والأمريكية والروسية والصينية والكورية في المنطقة.
والعلاقات الإسرائيلية - النيجيرية وطيدة في مجالات أخرى، حيث تعمل عدة شركات إسرائيلية في مجالات البنية التحتية والاتصالات والزراعة بنيجيريا، كما يعيش مئات الإسرائيليين هناك.
وتقوم بعض السفن الإسرائيلية باستخدام المواني النيجيرية بانتظام، وسبق لشركات إسرائيلية أن باعت أسلحة للشرطة وللجيش ودوائر المخابرات النيجيرية.

### استياء أمريكي
من جانبها أبدت الولايات المتحدة استياءها إزاء إبرام وزارة الدفاع النيجيرية صفقة أسلحة مع الشركة الإسرائيلية، وهو ما عبّر عنه سفير واشنطن لدى نيجيريا جون كامبل خلال لقائه بوزير الدفاع النيجيري، رابيو كوانكواسو، قبل يومين.
وقالت هاآرتس: إن غضب واشنطن يرجع إلى إبرام تلك الصفقة بدون عرض دولي من قبل وزارة الدفاع النيجيرية، وهو ما منع دخول الشركات الأمريكية المنافسة على الصفقة. وتعهد كوانكواسو للسفير الأمريكي بتوضيح القضية والرد عليها في وقت لاحق.
غير أن الصحيفة نقلت عن مسئولين إسرائيليين تأكيدهم على أنهم لا يساورهم أدنى شكوك في إتمام الصفقة حتى النهاية، رغم المعارضة الأمريكية.

### تغرق سماء القارة
يأتي الكشف عن تلك الصفقة في وقت تحدثت فيه تقارير صحفية عن أن الطائرات الإسرائيلية بدون طيار بدأت تغرق سماء القارة الإفريقية؛ نظرًا لتزايد صفقات بيع الطائرات الحربية التي تبرمها شركات إسرائيلية مع دول إفريقية في الآونة الأخيرة.
وسبق لشركة «يافنيه» الإسرائيلية أن باعت طائرات بدون طيار خلال عام 2005 لجيش ساحل العاج الذي كان منهمكًا في حرب أهلية.
التدخل الإسرائيلي بساحل العاج في ذلك الوقت أغضب فرنسا، المستعمر السابق لساحل العاجل التي طالبت وزارة الدفاع الإسرائيلية بإصدار أوامرها للشركة وباقي الشركات العاملة في مجال المعدات العسكرية بوقف كل الاتصالات مع حكومة ساحل العاج، والإذعان لقرارات الأمم المتحدة فيما يتعلق بحظر تصدير السلاح إليها. وتلكأت إسرائيل في الاستجابة لعدة شهور، حتى اضطرت للاستجابة لقرارات المنظمة الدولية.
وقالت «هاآرتس»: إن صفقات تصدير الأسلحة الإسرائيلية لدول إفريقية عديدة باتت في مرحلة متقدمة للغاية خاصة الطائرات بدون طيار التي «أصبحت تُغرق سماء القارة الإفريقية».
وأرجعت الصحيفة السبب في ذلك إلى سعي شركات السلاح الإسرائيلية إلى استغلال الصراعات والحروب الأهلية الواقعة في كثير من الدول الإفريقية لإبرام صفقات أسلحة.
كما لفتت إلى أن مجلس إدارة «يافنيه» رأى ضرورة التوجه نحو إبرام صفقات أسلحة مع الدول الإفريقية التي يحدث فيها انتهاكات في مجال حقوق الإنسان مثل غينيا الاستوائية أو التي تشتعل فيها الحرب الأهلية.
ولشركة «يافنيه» الإسرائيلية خبرة في مجال أنظمة الطائرات بدون طيار، وقد بدأت إسرائيل استخدامها في عام 1997 في استهداف ناشطين فلسطينيين.
وتتميز الشركة برخص أسعارها مقارنة بهيئة التصنيع العسكرية الإسرائيلية، وفقًا لهاآرتس. وللشركة حاليًّا نشاط كبير في كل من الهند والولايات المتحدة وبريطانيا وإثيوبيا وروسيا ونيبال وتايوان.